# Kim Je-deok
Kim Je-deok (12 april 2004) is een Zuid-Koreaans boogschutter.

## Carrière
In 2021 nam hij deel aan de uitgestelde Olympische Spelen waar hij eerste werd in de kwalificatieronde, maar verloor in de tweede ronde verrassend van Florian Unruh. Hij werd wel Olympisch kampioen in de team en gemengde competitie. In de halve finale splitste een pijl van An San de eerder afgeschoten pijl van hem. In 2021 werd hij ook wereldkampioen in de landencompetitie.

## Erelijst

### Olympische Spelen
- 2020:  Tokio (team)
- 2020:  Tokio (gemengd team)

### Wereldkampioenschap
- 2021:  Yankton (team)

1988: Chun/Lee/Park ·
1992: Holgado/Menéndez/Vázquez ·
1996: Huish/Johnson/White ·
2000: Jang/Kim/Ok ·
2004: Im/Jang/Park ·
2008: Im/Lee/Park ·
2012: Frangilli/Galiazzo/Nespoli ·
2016: Kim/Ku/Lee ·
2020: Kim J/Kim W/Oh ·
2024: Kim J/Kim W/Lee
2020: An San/Kim Je-deok ·
2024: Lim Si-hyeon/Kim Woo-jin